# Estruciosaure
L'estruciosaure (Struthiosaurus, lat. strutio, “estruç”+ gr. sauros, “llangardaix”= “llangardaixestruç”) és un gènere de dinosaures tireòfors nodosàurids, que visqueren en el Cretaci superior (fa aproximadament 83 i 65 milions d'anys, en el Campanià i Maastrichtià) en el que és avui Europa.

## Descripció
L'estruciosaure va ser un petit dinosaure cuirassat, de sol 2,00 metres de llarg, 0,70 d'alt i un pes de 100 quilograms. Això és interessant perquè tots els dinosaures d'aquesta àrea són espècies nanes, una explicació és que visqueren en les illes petites. Els seus malucs, coll i cua es cobrien amb afilades plaques òssies. Tenia un parell de llargues espins en els muscles i moltes altres en els costats.
El primer estruciosaure, un Struthiosaurus austriacus va ser descobert per Eduard Suess el 1859. El 1870, Emanuel Bunzel, ho va classificar originalment la troballa en una ordre de rèptils separada coneguda com Ornithocephala, i Franz Nopcsa el va classificar dins dels dinosaures armats a partir de les restes trobades en 1915 a Romania. Alguns investigadors van suggerir que el fragment del crani pertanyés a un teròpode, justificant la connexió amb els ocells en el nom, J. Pereda-Suberbiola i de P. Galton (1994) ha confirmat que el crani de l'espècimen tipus va provenir d'un nodosàurid juvenil. S'han trobat restes de S. transylvanicus a més d'Àustria i Romania a França i Espanya i l'espècie S. languedocensis a França.